# 赖草
赖草（学名：Aneurolepidium dasystachys）是一种禾本科植物。这种植物分布于中国东北的西部；河北、山西、陕西、宁夏、四川、青海、甘肃、内蒙古、新疆等省区；此外分布于苏联、蒙古、日本和朝鲜。